# Eurytoma tylodermatis
Eurytoma tylodermatis är en stekelart som beskrevs av William Harris Ashmead 1896. Eurytoma tylodermatis ingår i släktet Eurytoma och familjen kragglanssteklar.
Artens utbredningsområde är Peru. Inga underarter finns listade i Catalogue of Life.